# Wesselényi Miklós (politikus, 1750–1809)

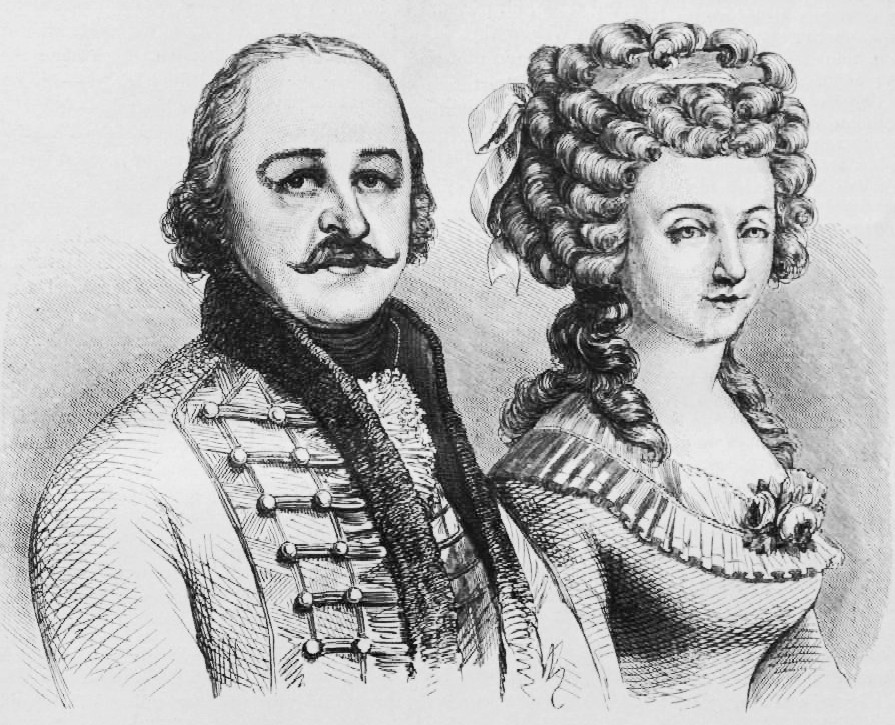
Wesselényi Miklós és Cserey Heléna portréja. Korabeli festmények alapján készült metszet

Idősebb Wesselényi Miklós (Zsibó, 1750. december 11. – Zsibó, 1809. október 25.) erdélyi magyar katona, politikus, főúr, a „zsibói bölény”.
Felvállalta a magyar erdélyi és magyarországi kultúrélet, valamint a kolozsvári és pesti színházalapítás ügyét, és ezek felépítéséhez anyagilag is jelentősen hozzájárult. Színdarabokat írt és fordított is – hiszen angolul, olaszul, németül és románul közel anyanyelvi szinten beszélt.
Petrőczy Kata Szidónia költőnő dédunokája.

## Élete
Apja báró hadadi Wesselényi István (1708–1757), anyja báró vargyasi Daniel Polixénia (1720–1775) voltak. Nyolcéves korában apja elhunyt. Tizenegy testvére közül csak öt lánytestvére érte meg a felnőttkort. Nevelője kezdetben Deáki Filep Pál, később pedig Cornides Dániel volt. Tizenkilenc éves korában a kolozsvári református kollégium padjaiból kilépve állt be katonának. Édesanyja halálakor, 25 éves korában már kapitány. Kolozsváron ismerkedett meg a székely kisnemesi származású Cserey Helénával, Cserey Farkas udvari kancellári tanácsos lányával. Az ismeretségből szerelem, abból pedig – 1777-ben – házasság lett. Eltérő felekezethez tartoztak, Wesselényi kálvinista volt, míg a Cserey család római katolikus. A házasságot az egyház beleegyezésével csak úgy köthették meg, ha vállalják, hogy születendő gyermekeiket katolikusnak keresztelik (reverzális). Ám őket mégis reformátusnak keresztelték, ami a híresen pápista Cserey-ág haragját vonta maga után, ezért, és mert 1782-ben Heléna áttért református vallásra, 1783-ban hatheti vallásosság oktatásra bevonult a szebeni orsolyita zárdába (cselédséget vihetett magával, férje meglátogathatta, kijárhatott ismerőseihez, és színházba is), illetve Mária Terézia azt a döntést hozta, hogy Wesselényinek kárpótlásul birtokán egy katolikus kápolnát kell építtetnie, és ott köteles a katolikus szellemben, szüleiktől elszakítva neveltetni fiait, Istvánt és Ferencet, akik azonban még ennek életbe lépése előtt, az uralkodói rendelet kiadásának hónapjában elhaláloztak.
Miklós szimpatizált a korabeli nemesi reform szabadságeszményeivel. Vitába került az erősen aulikus (a bécsi udvar konzervatív politikáját támogató személy – különösen főnemes – a reformkorban) természetű Haller János gróffal, a szomszédos csákigorbói kastély tulajdonosával. Kettejük vitája hamar szimbolikus hadviseléssé alakult, aminek egyik mozzanataként Wesselényi elfoglalta a kastélyt, a gróf embereit pedig elfogatta, és saját zsibói várába vitette, majd rövid úton elengedte őket. Az erdélyi Királyi Tábla pénzbüntetésre ítélte, ám Haller és neje panaszára Wesselényi Miklóst 1785-ben letartóztatták, perbe fogták, elítélték és a kufsteini várbörtön császártornyába, pontosabban annak 5-ös számú cellájába zárták előbb két évre, majd ezt – itt is féktelen, de egyben nemzeti érzelmű természete miatt – bizonytalan időre változtatták. 1789. december 15-én szabadult. A gróffal kibékült, s mint a hadakozás és fogság előtt, újra barátok lettek.
1791-től 1809-ig állandó tagja volt az erdélyi diétának (rendi országgyűlésnek) az ellenzék (az alkotmánypártiak) padsoraiban (az udvarhűekkel szemben). Ennek ellenére 1804-ben Közép-Szolnok vármegye főispáni helytartójává lett (amelynek 1794-től követe volt, de az ispánságig nem vihette). A rendi országgyűléseken a nemzeti ügyek, a nemzeti kultúra és mindenek előtt a magyar színjátszás lelkes és nagy-formátumú szónoka volt. 1797-től haláláig igazgatta az erdélyi magyar színtársulatot, melynek turnékat szervezett, sőt drámákat írt és fordított. 1809. május 10-én még Wesselényi elnökletével tartott gyűlést az országgyűlés színházi bizottsága, s beszédét mondott a színészet ügyében, de a figyelem középpontjában ekkor már az inszurrekció, a nemesi felkelés állt. Júliusban megbetegedett – ekkor harci feladatait a még csupán 13 éves fia vette át – és otthonában októberben elhunyt.
Wesselényi Miklós híres vadászatokat és lakomákat tartott. Szertelen, arisztokratikus életének köszönhette becenevét is. A zsibói kastélyához kapcsolódó ménese Erdély- és Magyarország-szerte híres volt. Művelt volt: Horatiust, Montesquieu-t, Voltaire-t olvasott. Kedvenc olvasmányai közt volt a Biblia. Bőkezű, különc és szeszélyes főúr volt. Szerencsétlenség kísérte gyermekeivel, tizenegy gyermeke közül csak egy (a tizedik) érte meg a felnőttkort, ifjabb Wesselényi Miklós, a későbbi „árvízi hajós”.